# Boom (bedrijf)
Boom B.V. is een Nederlandse leverancier van apparatuur en benodigdheden voor laboratoria. Het bedrijf is in 1895 opgericht te Meppel.

## Geschiedenis
Boom B.V. werd opgericht in 1895 als Boom's landbouwmagazijn door J.A. Boom Sr. (1875 - 1956). Het bedrijf verkocht in de beginjaren producten voor onder andere zuivelbereiding. Deze producten werden verkocht aan lokale boeren op de markt in Meppel. Door de sterke groei van het bedrijf, was er na 10 jaar behoefte aan nieuwe bedrijfsruimte. Deze behoefte resulteerde in de aankoop van naastgelegen panden en grond aan de Kruisstaat te Meppel.
In 1943 trad de tweede generatie Boom toe in de bedrijfsleiding. Onder leiding van E. Boom (1915 - 1995) maakte het bedrijf een grote groei door. De focus verschoof van landbouwmagazijn naar laboratoriumleverancier. Door deze groei werd er in 1964 besloten om een nieuw pand te betrekken aan de Hugo de Grootstraat. Dit pand beschikte over ruimere en modernere productieruimtes, en bood een moderne kantooromgeving.
Na 32 jaar nam J.A. Boom Jr. in 1975 de leiding van het bedrijf over. Onder zijn leiding werd in 1984 Wilten Woltil B.V. uit de Bilt overgenomen. Deze overname versterkte de positie van Boom B.V. in de laboratoriumwereld waarna het hoofdgebouw in de Hugo de Grootstraat in 1985 werd gerenoveerd en voorzien van een etage.
In 1995 werd door de belangrijker wordende eisen met betrekking tot milieu, arbeidsomstandigheden en veiligheid een nieuw pand gerealiseerd aan de Rabroekenweg te Meppel. In 2010 werd de leiding overgedragen aan de vierde generatie Boom.
Eind 2022 nam Boom het familiebedrijf Antonides uit Vollenhove over. Het bedrijf, opgericht in 1962, bestaande uit vijftien collega’s, had een vergelijkbaar productpakket met benodigdheden en chemicaliën voor het lab. Antonides blijft als zelfstandige dochteronderneming van Boom opereren.

## Activiteiten
Boom B.V. levert:
- Laboratoriumbenodigdheden
- Laboratoriumapparatuur
- Chemicaliën

Chemicaliën worden deels in het eigen productielaboratorium geproduceerd, onder eigen label.